# Dictionnaire général de la langue française au Canada
Le Dictionnaire général de la langue française est un ouvrage de Louis-Alexandre Bélisle dont la première édition complète et reliée est parue en 1957. Il s'agit du premier dictionnaire à offrir un portrait général du français canadien : on y décrit aussi bien les québécismes que les mots provenant du fonds français; il marque en ce sens un tournant dans la lexicographie québécoise.
Pour la rédaction de ce dictionnaire, Bélisle s'est basé sur le Littré-Beaujean (version abrégée du Littré, publiée au Canada en 1874 par Amédée Beaujean), entré dans le domaine public, auquel il ajoute 17 000 sens et mots nouveaux, principalement des québécismes (alors appelés « canadianismes ») trouvés dans le Glossaire du parler français au Canada.
En 1958, l’Académie française honore cet ouvrage du prix de la langue-française.

## Éditions
- 1954 à 1957 : 1re édition, publiée par fascicules (en plusieurs parties séparées) dans les supermarchés québécois
- 1957 : 1re édition intégrale (en un seul volume)
- 1958 : ajout de suppléments au dictionnaire (dictionnaire anglais/français-français/anglais, cartes, données démographiques, biographies, etc.), disponibles en version reliée mais aussi sous forme de fascicules
- 1969 : publication d'une première édition de poche
- 1971 : 2e édition, avec l'apparition d'une marque pour les emprunts critiqués
- 1974 : édition spéciale (avec supplément encyclopédique)
- 1979 : 4e édition, publiée chez Beauchemin sous le nom du Dictionnaire nord-américain de la langue française